# Смячка
Смячка или Смяч (укр. Смячка) — правый приток Десны, протекающий по Новгород-Северскому району (Черниговская область, Украина).

## География
Длина — 34, 24 км. Площадь водосборного бассейна — 235 км². Русло реки (отметки уреза воды) в среднем течении (село Шептаки) находится на высоте 140,2 м над уровнем моря.
Русло извилистое, шириной 6 м и глубиной 0,1 м (среднее течение). Некоторые участки русла выпрямлены в канал (канализировано). Приустьевой участок долины с множеством озер. Создано несколько крупных прудов для рыборазведения (рыбхоз в селе Мамекино). В нижнем течении примыкает сеть каналов — осушительная система для добычи торфа.
Река берёт начало северо-западнее села Ясное (Новгород-Северский район). Река течёт на восток. Впадает в Десну (на 535-м км от её устья) севернее села Леньков (Новгород-Северский район).
Пойма занята лесами (доминирование сосны и березы) с заболоченными участками.
Притоки: нет крупных.
Населённые пункты на реке:
1. Узруй
2. Смяч
3. Мамекино